# Anubis (Stargate)
Anubis is een personage uit de serie Stargate SG-1. Zijn personage is ontleend aan de Egyptische god Anubis. Hij is een Goa'uld, een parasitair ras dat de mens als gastheer gebruikt. Zijn personage wordt gespeeld door David Palffy.

## Over Anubis
Anubis maakt zijn opwachting in de aflevering Summit (5e seizoen) en wordt dan de belangrijkste tegenspeler van SG-1. Anubis werd 1000 jaar geleden verbannen door de System Lords voor de gruwelijke misdaden die hij had begaan, die zelfs voor andere Goa'uld te gruwelijk waren. Dood gewaand, keerde hij na de val van Apophis terug. Hij kreeg hierbij hulp van andere Goa'uld, zoals Tanith, Osiris en Zipacna.

## Half-Ascended
Anubis is geen gewone Goa'uld maar is half-ascended. Hierdoor kan hij normaalgezien geen vorm houden en maakt hij gebruik van een krachtveld om alsnog vorm te houden. Later in de serie gebruikt hij lichamen van mensen om zich in te vestigen.
Anubis probeerde een ascended being te worden, maar slaagde hier door toedoen van de ontstegen Ouden maar half in, vandaar dat hij half-ascended is.

## Lockdown
In de aflevering Lockdown gebruikt Anubis verschillende mensen om gebruik te maken van de Stargate op aarde. Met behulp van een vrachtschip weet hij het lichaam van cosmonout Konstantinov in een spaceshuttle over te nemen, om zo op aarde te landen. Hierna gebruikt Anubis verschillende mensen om bij de Gate te komen, waaronder Kolonel Vaselov, via wie hij SGC weet te bereiken, Daniel Jackson, Samantha Carter en Jack O'Neill, waarmee hij de zelfvernietiging van Stargate Command weet in te stellen.
Uiteindelijk vlucht Anubis weg van de basis door de Stargate in het lichaam van Kolonel Vaselov, niet wetend dat Majoor Carter het uitgaande wormgat naar een ijsplaneet had gedirigeerd.